# Wofford College
Wofford College är ett privat liberal arts college i Spartanburg i South Carolina i USA, grundat 1854. Pengarna till grundadet av Wofford College testamenterades av Benjamin Wofford som avled 1850.
Forskare vid Wofford har rönt stor uppmärksamhet tack vare forskningen kring border collien Chaser som har det största uppvisade minnet av alla djur borträknat människan. Hon kan identifiera 1 022 leksaker från deras namn och hämta dem, samt skilja på verb och substantiv. Pensionerade psykologiprofessorn John Pilley publicerade resultatet av sitt experiment tillsammans med psykologen Alliston Reid i tidskriften Behavioural Processes.

## Kända personer som studerat vid Wofford
- Ibra Charles Blackwood, guvernör
- J. Edwin Ellerbe, kongressledamot
- William Haselden Ellerbe, guvernör
- Olin D. Johnston, guvernör, senator
- Thomas Gordon McLeod, guvernör
- Samuel J. Nicholls, kongressledamot
- Ellison D. Smith, senator